# Meet the Barkers
Meet the Barkers ist eine Reality TV-Fernsehserie von MTV, die das Familienleben des Popmusikers Travis Barker und des Models Shanna Moakler zum Gegenstand hat.
Tom DeLonge, mit Travis Barker Mitglied der Band blink-182, sagte in einem Interview:
Es war schon eine Umstellung. Jetzt waren überall Kameras, wenn ich mit Travis unterwegs war. Besonders bei Live-Auftritten nervten sie ein bisschen. Aber wenn es Travis gefällt, mir ist eine gute Band-Atmosphäre wichtig!
Insgesamt gab es zwei Staffeln mit jeweils sechs Folgen. Die Sendung endete mit der realen Trennung des Ehepaars im August 2006.

## Episodenliste

### Staffel 1
| Folge | Originaltitel                    | Erstausstrahlung |
| ----- | -------------------------------- | ---------------- |
| 1     | It's Moving Day for the Barkers! | 6. April 2005    |
| 2     | Mr. Mom                          | 13. April 2005   |
| 3     | The Juicy Black Dress            | 13. April 2005   |
| 4     | Wedding Issues                   | 27. April 2005   |
| 5     | Barkers' Bachelor Party          | 4. Mai 2005      |
| 6     | Travis' Birthday Bash            | 11. Mai 2005     |
| 7     | Thanksgiving!                    | 18. Mai 2005     |
| 8     | On the Road Again                | 25. Mai 2005     |
| 9     | Christmas                        | 1. Juni 2005     |
| 10    | Barkers Head to Hawaii           | 8. Juni 2005     |

### Staffel 2
| Folge | Originaltitel              | Erstausstrahlung |
| ----- | -------------------------- | ---------------- |
| 1     | The Barkers are Back!      | 3. Januar 2006   |
| 2     | Happy Birthday Travis      | 10. Januar 2006  |
| 3     | Gettin' to Work            | 17. Januar 2006  |
| 4     | The $10,000 Christmas Tree | 24. Januar 2006  |
| 5     | Home Furnishing Disaster   | 31. Januar 2006  |
| 6     | An Alabama Christmas       | 7. Februar 2006  |